# 龍興寺 (館林市)
龍興寺（りゅうこうじ）は、群馬県館林市高根町にある曹洞宗の寺院。

## 歴史
1274年（文永11年）に高根院賢叟休心大居士の開基とも、1306年（徳治元年）に大拙祖能の開山ともいわれている。
1590年（天正18年）、館林藩の藩主となった榊原康政の家臣の原田権左衛門によって中興された。

## 文化財
- 北条氏「虎印」制札（館林市指定文化財 昭和46年5月1日指定）[2]
- 榊原康政禁制（館林市指定文化財 昭和53年5月25日指定）[2]

## 交通アクセス
- 多々良駅より徒歩29分。